# Metaxya lanosa
Metaxya lanosa är en ormbunkeart som beskrevs av Alan Reid Smith och Tuomisto. Metaxya lanosa ingår i släktet Metaxya och familjen Metaxyaceae. Inga underarter finns listade.